# Astilpnus reflexicollis
Astilpnus reflexicollis is een keversoort uit de familie spitshalskevers (Silvanidae). De wetenschappelijke naam van de soort werd in 1868 gepubliceerd door Victor Ivanovitsch Motschulsky.